# Кристо-де-ла-Конкордия
Кри́сто-де-ла-Конко́рдия (исп. Cristo de la Concordia) — статуя Иисуса Христа, расположенная на холме Сан-Педро в Кочабамбе, Боливия. Высота статуи 34,2 метра, пьедестала 6,24 метра, общая высота 40,44 метра. Статуя на 2,44 метра выше, чем знаменитая статуя Христа-Искупителя в Рио-де-Жанейро, что делает её крупнейшей статуей в Южном полушарии.
Строительство памятника началось 12 июля 1987 года и было закончено 20 ноября 1994 года. Дизайнеры Сесар и Вальтер Террасас Пардо сделали её по подобию статуи в Рио-де-Жанейро. Установленная на высоте 256 метров над городом, статуя поднимается на 2840 метров над уровнем моря. Весит примерно 2200 тонн. Голова статуи 4,64 метра в высоту и весит 11 850 кг. Размах рук 32,87 метра. Площадь монумента 2400 кв. м. К смотровой площадке внутри статуи ведут 1399 ступенек. Статуя изготовлена из стали и бетона. К «Христу Согласия» ведет канатная дорога, к нему также можно доехать на такси и автобусе или подняться по лестнице в 2000 ступеней.